# Vlag van Neuchâtel

Vlag van Neuchâtel

De vlag van Neuchâtel is de vlag van het kanton Neuchâtel in Zwitserland. De vlag is verticale driekleur met de kleuren groen, wit en rood of in de namen van heraldische kleuren sinopel, argent en keel, met rechtsboven in de rode baan een wit Zwitsers kruis. Het groen staat voor vrijheid en het wit en rood voor Zwitserland.
De vlag had in de tijd van het vorstendom Neuchâtel, omstreeks 1200–1848, drie verticale banen, waarvan de middelste werd gevuld met afwisselend rode en witte of argente kepers en de linker- en rechterbaan effen goudgeel of or.

Vlag tijdens het vorstendom.